# Dichogaster bolaui
Dichogaster bolaui är en ringmaskart som först beskrevs av Wilhelm Michaelsen 1891.  Dichogaster bolaui ingår i släktet Dichogaster, och familjen badrumsmaskar. Arten är reproducerande i Sverige.